# 1972年夏季奥林匹克运动会尼加拉瓜代表团
1972年夏季奥林匹克运动会尼加拉瓜代表团是尼加拉瓜派出的1972年夏季奥林匹克运动会代表团。